# Malik ibn Anas
Mālik ibn Anas ibn Mālik ibn Abī 'Āmir al-Asbahī, ook bekend als Imam Malik (Medina, 711 – aldaar, 795), niet te verwarren met Anas ibn Malik, was een van de belangrijkste imams van de soennitische islam. Hij was een jurist, imam en de stichter van de Maliki-school van fikh.

## Biografie
Imam Malik werd geboren in Medina tijdens het Kalifaat van de Omayyaden in 711 en groeide op in een intellectuele familie. Reeds op jonge leeftijd memoriseerde hij de Koran volledig en bestudeerde hij erna de Hadith. Later genoot hij belangrijke studies bij onder anderen Zoehri en Jafer Sadiq. Toen hij voldoende kennis had, doceerde hij in zijn omgeving. Hij schreef een boek, Al-Muwatta, waar hij heel lang aan werkte. Hierin werden de Hadith van de profeet Mohammed en de metgezellen, fatwa's van de Tabi'in opgenomen. Hij kwam vaak in contact met geleerden die de hadj verrichtten en die nadien een bezoek brachten aan Medina, waar hij zijn leven doorbracht. Zo kon hij ook kennis doorgeven en bijleren van geleerden. Verder was hij ook lange tijd de imam in de Moskee van de Profeet.
In 795 overleed hij op 84-jarige leeftijd in Medina. Hij ligt begraven in de Jannatul Baqi.